# Эсимнет
Эсимнет (др.-греч. αίσυμνήτης — выборный правитель),
в древнегреческих городах в VI веке до н. э. — должностное лицо, наделённое чрезвычайными судебными полномочиями, призванное урегулировать внутригородские волнения, споры, разногласия. (Питтак в Митилене, Харонд в Катане и др.).
В некоторых городах (например, в Мегаре, Милете, Наксосе) эсимнетами назывались также эпонимные чиновники. Обычно из них составлялась коллегия.